# Троицкий собор (Псков)
Свято-Троицкий собор — православный храм во Пскове, кафедральный собор Псковской епархии Русской православной церкви. Входит в состав архитектурного ансамбля Псковского крома и является главным его строением.
Сегодняшнее, четвёртое по счёту, здание собора было построено в 1699 году на том же месте, где стояли предыдущие храмы. Первый собор, построенный в X веке по распоряжению княгини Ольги, был деревянным и простоял до первой половины XII века, когда был уничтожен пожаром. Второй собор был уже каменным и заложен, по церковному преданию, в 1138 году святым благоверным князем Всеволодом Мстиславичем (по исследованиям Николая Воронина, Павла Раппопорта и Юрия Спегальского — в конце 1180-х — начале 1190-х годов). В 1363 году произошло обрушение свода храма, и в 1365 году на старом основании заложен новый собор. В 1609 году во время сильного пожара в соборе всё сгорело, кроме гробницы святого князя Довмонта и мощей святого князя Всеволода. Храм был исправлен и так простоял до 1682 года, когда на его месте было начато строительство нового каменного собора на старой основе. В 1699 году было завершено строительство четвёртого собора, дошедшего до наших дней.

## Храмы-предшественники
Активное формирование города Пскова началось в начале X века на пересечении двух рек Псковы и Великой. Согласно Степенной книге царского родословия, место строительства храма, который должен был находится в новом поселении, выбрала великая княгиня Ольга, посетив псковскую землю. Как гласит эта книга, когда она стояла на берегу реки, ей явилось видение в виде трёх лучей, указывающих на это место — именно поэтому храм решили посвятить Живоначальной Троице. Считается, что это произошло в 957 году.

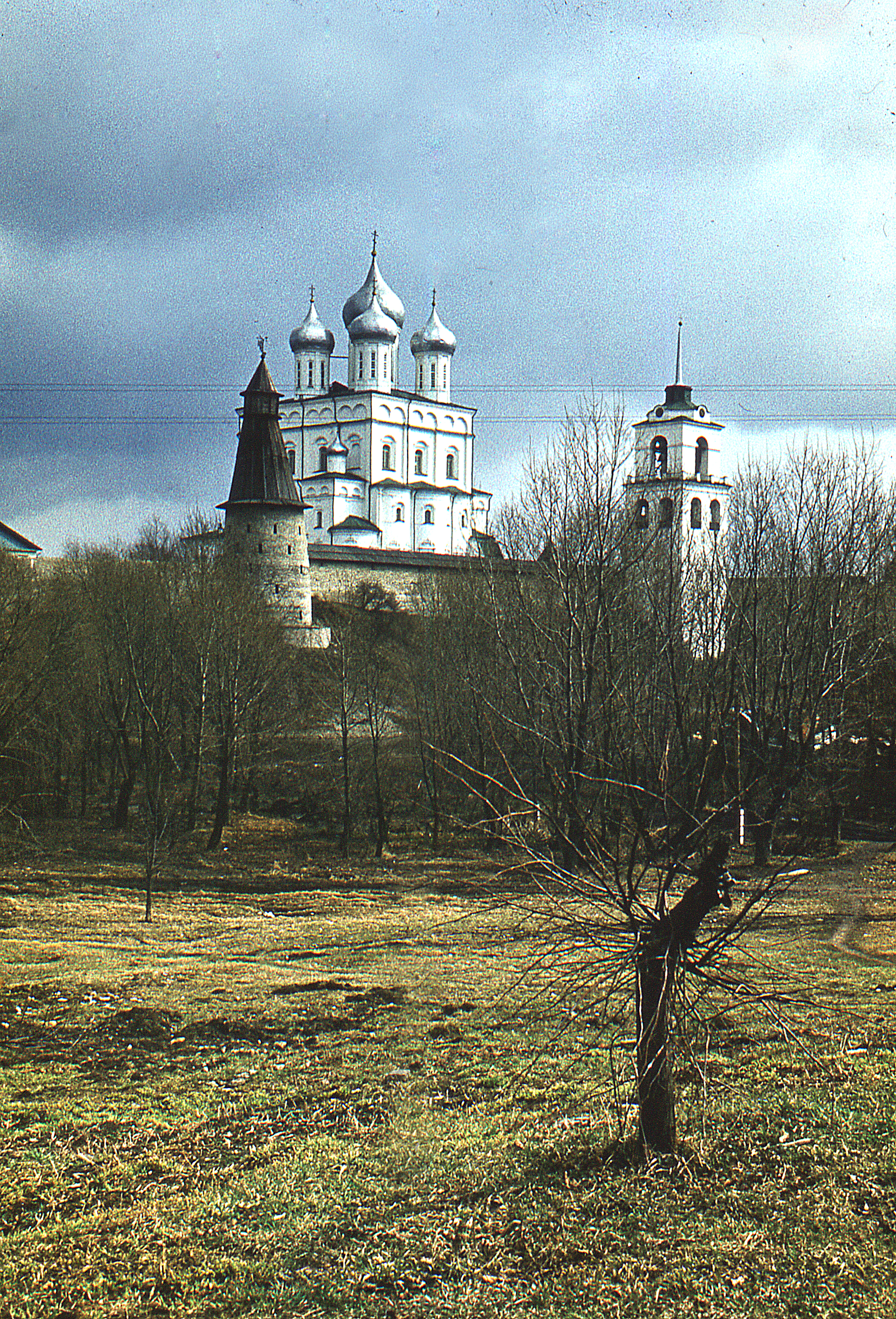
Вид из-за Псковы: стена Крома, Свято-Троицкий кафедральный собор и колокольня (фото 1972 г.)

Изначальный Троицкий собор был деревянным и сгорел в результате пожара. В 1138 году по распоряжению Всеволода-Гавриила его возобновили: по церковному преданию, в камне, по исследованиям Николая Воронина, Павла Раппопорта и Юрия Спегальского — в дереве, а каменный собор был построен в конце 1180-х — начале 1190-х годов). Каменный собор строили предположительно смоленские строители, — в те времена местная школа зодчества ещё не сложилась. В 1242 году перед началом Ледового побоища в этом соборе вместе с псковичами молился о победе над псами-рыцарями князь Александр Ярославич Невский — в субботу 5 апреля на Чудском озере он сразился с немецкими захватчиками, «овы изби, овы извязав, поведе босы по леду». Здесь молился брат Александра Невского, в будущем Великий князь владимирский Ярослав Ярославич. Литовский князь Довмонт принял в соборе Святое крещение с именем Тимофей, здесь он не раз молился перед битвами о даровании победы псковскому воинству, сюда же приходил, чтобы совершить благодарственный молебен после очередного сражения.
В 1365 году, после обрушения сводов, храм перестроили ещё раз, тоже в камне, но на сей раз возведение осуществляли псковские зодчие во главе с мастером Кириллом, при этом основным строительным материалом стал местный известняк. Постройка была приурочена к освобождению Пскова от новгородской зависимости в 1348 году, являясь одновременно и своеобразным мемориальным сооружением. Здание включало два придела и три главы, стены были расписаны фресками, широко использовались приёмы деревянного зодчества. Мастер старался как можно больше абстрагироваться от близких ему новгородских традиций, так как главной задачей при проектировании было показать псковскую свободу и самостоятельность.
В 1609 году в результате пожара, охватившего весь город, в соборе все сгорело, кроме гробницы святого князя Довмонта-Тимофея и мощей святого князя Всеволода-Гавриила.

## История строительства
Современное, четвёртое по счёту, здание Троицкого собора строилось на протяжении 17 лет и было закончено в 1699 году. Храм возводился на основе предыдущего строения, но при этом существенно вырос в высоту, простираясь вверх на 78 метров. Кроме того, большое влияние на его внешний вид оказали традиции московской архитектуры XVII века, в частности выделен вытянутый шестистолпный четверик, увенчанный пятью главами, символизирующими Христа и четырёх Евангелистов. В конце XVIII века из-за трещин, образовавшихся вследствие неодинаковой осадки собора, были заложены открытые боковые галереи, а само здание храма укреплено контрфорсами. C 1894—1895 годов внешняя часть строения оштукатурена.

## Объёмно-планировочное решение

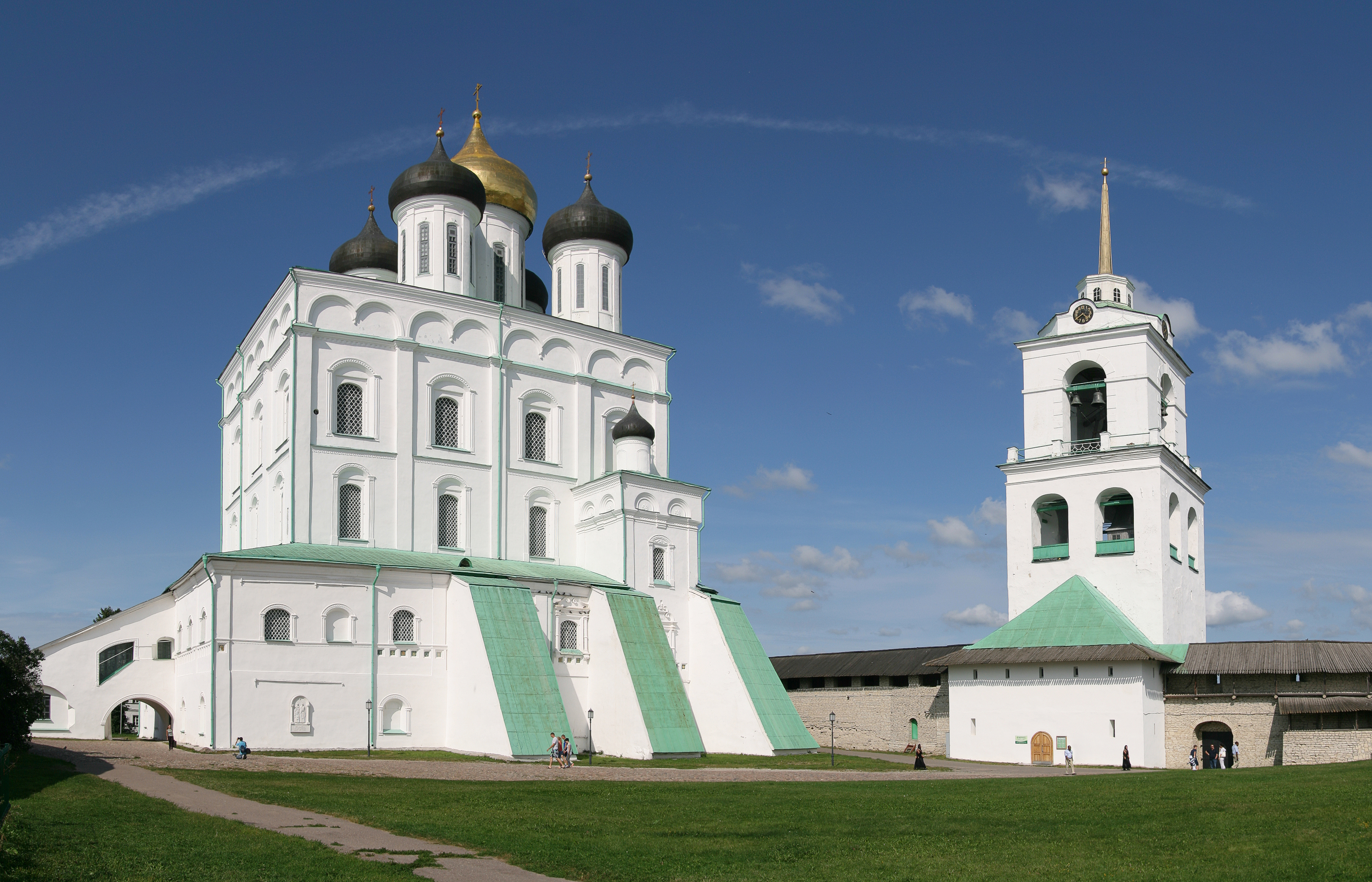
Храм и колокольня в 2013 году

Несущую функцию выполняют шесть мощных столбов, на которые опираются подпружные арки. Собор имеет два боковых придела и закрытую галерею, соединенную с притвором. В первом ярусе собора устроена церковь во имя преподобного Серафима Саровского, за алтарем которой находится усыпальница, сохранившаяся с древнейших времен. В настоящее время в соборе открыты для богослужений четыре придела: в верхнем ярусе — Троицкий, Казанский и Александро-Невский, в нижнем — Серафимовский. Иконостас Серафимовского придела в 1988 году расписан знаменитым иконописцем архимандритом Зиноном. Во второй ярус ведёт крыльцо с широкой лестницей.

## Административное значение
В древние времена перед Троицким собором находилась вечевая площадь — центр общественной жизни Пскова, здесь избирались посадники, призывались князья. В алтаре Троицкого собора хранился меч святого Довмонта-Тимофея (в настоящее время выставлен в Псковском музее-заповеднике), который вручался как благословение всем призываемым на псковский престол князьям. Именем Святой Троицы заключались союзные договоры о сотрудничестве и помощи между русскими княжествами, скреплённые «крестным целованием» — клятвой на кресте, все грамоты хранились внутри. Подклет Троицкого собора стал местом погребения князей и священства, а впоследствии и псковских архиереев. В частности, здесь похоронен юродивый Никола Салос, который в 1570 году единолично спас город от карательного похода Ивана Грозного. При соборе велось летописание, хранился архив и казна.
В 1935 году собор закрыли, организовав в нём антирелигиозный музей. Богослужения были возобновлены во время немецкой оккупации 1941—1944 годов и с тех пор уже не приостанавливались.

## Святыни

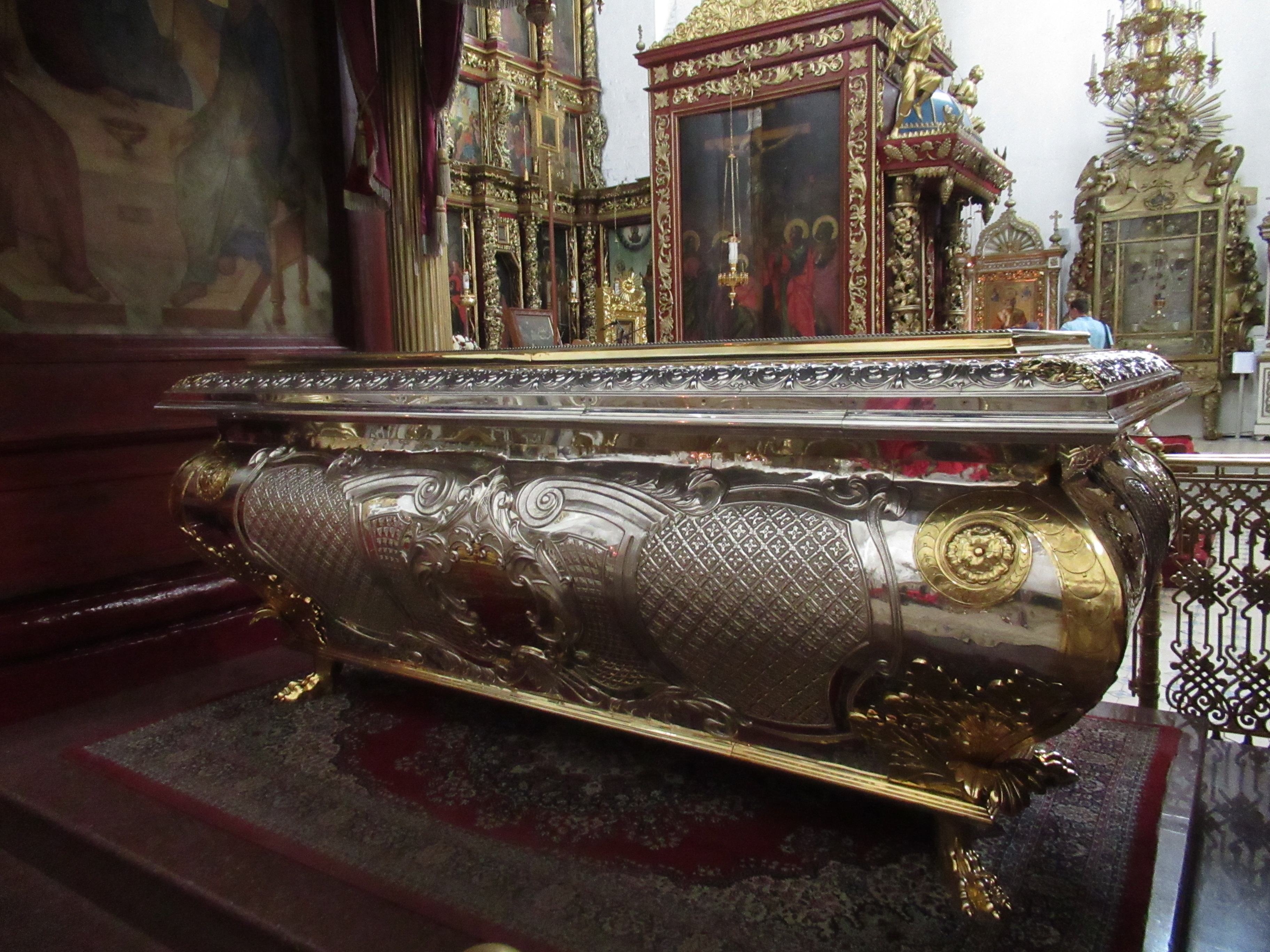
Рака с мощами благоверных князей Всеволода-Гавриила и Довмонта-Тимофея, блаженного Николая Салоса, преподобномученика Иоасафа Снетогорского

- Мощи святых благоверных князей Всеволода-Гавриила и Довмонта-Тимофея, блаженного Николая Салоса, преподобномученика Иоасафа Снетогорского (находятся в одной большой серебряной раке). На раке изображена икона святого Всеволода-Гавриила.
- Частица Покрова Божией Матери, перенесённая в Свято-Троицкий собор в 2012 году.
- Чудотворная храмовая икона «Святая Троица с деяниями», конец XVI — начало XVII веков. В центре иконы изображено «Гостеприимство Авраама» (явление Аврааму трех Ангелов), в клеймах — другие ветхозаветные сюжеты.
- Чудотворные иконы Божией Матери: Чирская и Псково-Покровская, XVI века.
- Мироточивая обновившаяся икона великомученика Пантелеимона, XVII—XVIII веков.
- Икона святой равноапостольной княгини Ольги, написанная архимандритом Псково-Печерского монастыря Алипием (Вороновым) в XX веке.

## Галерея

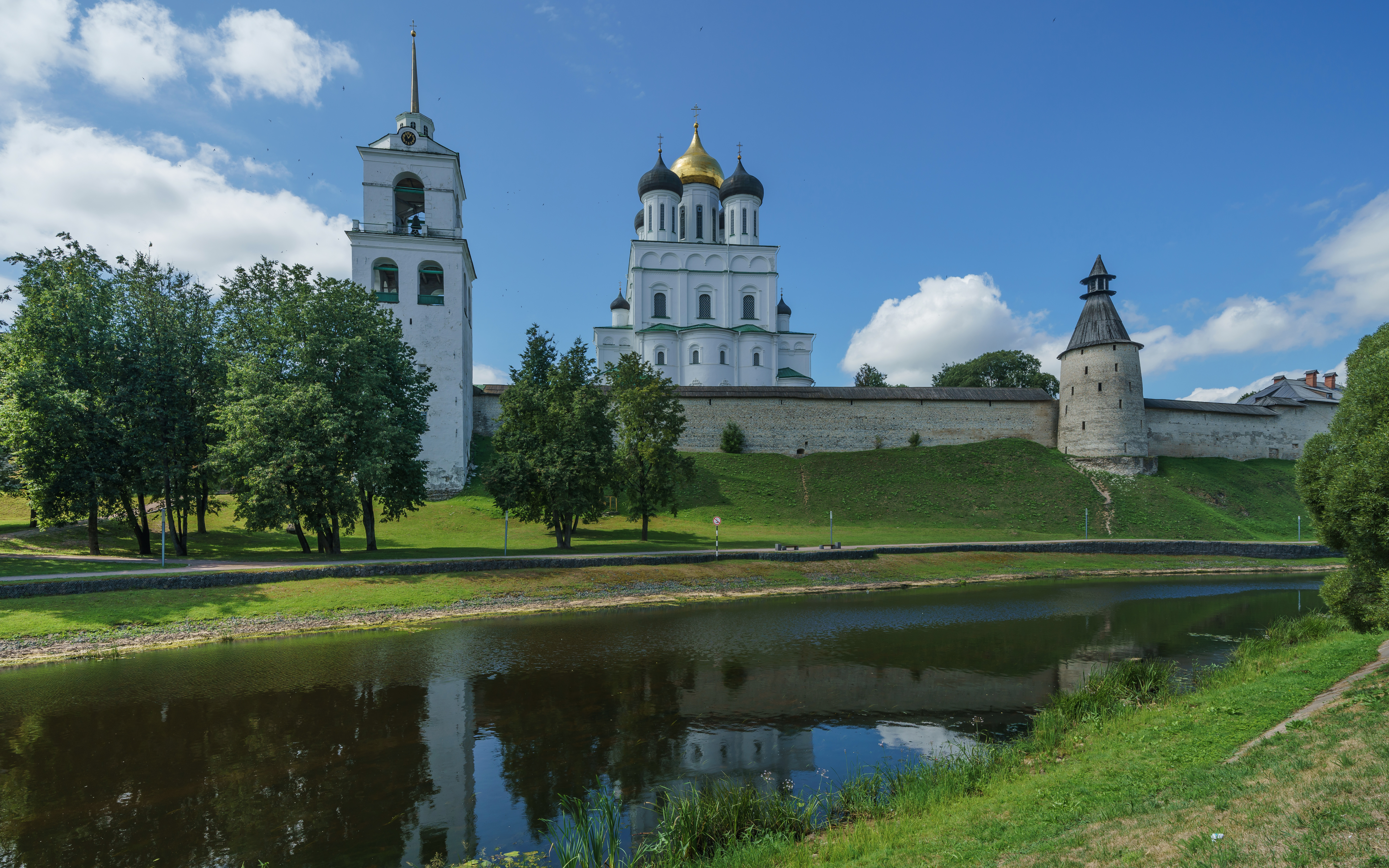
Вид на Троицкий собор и Псковский Кром с востока
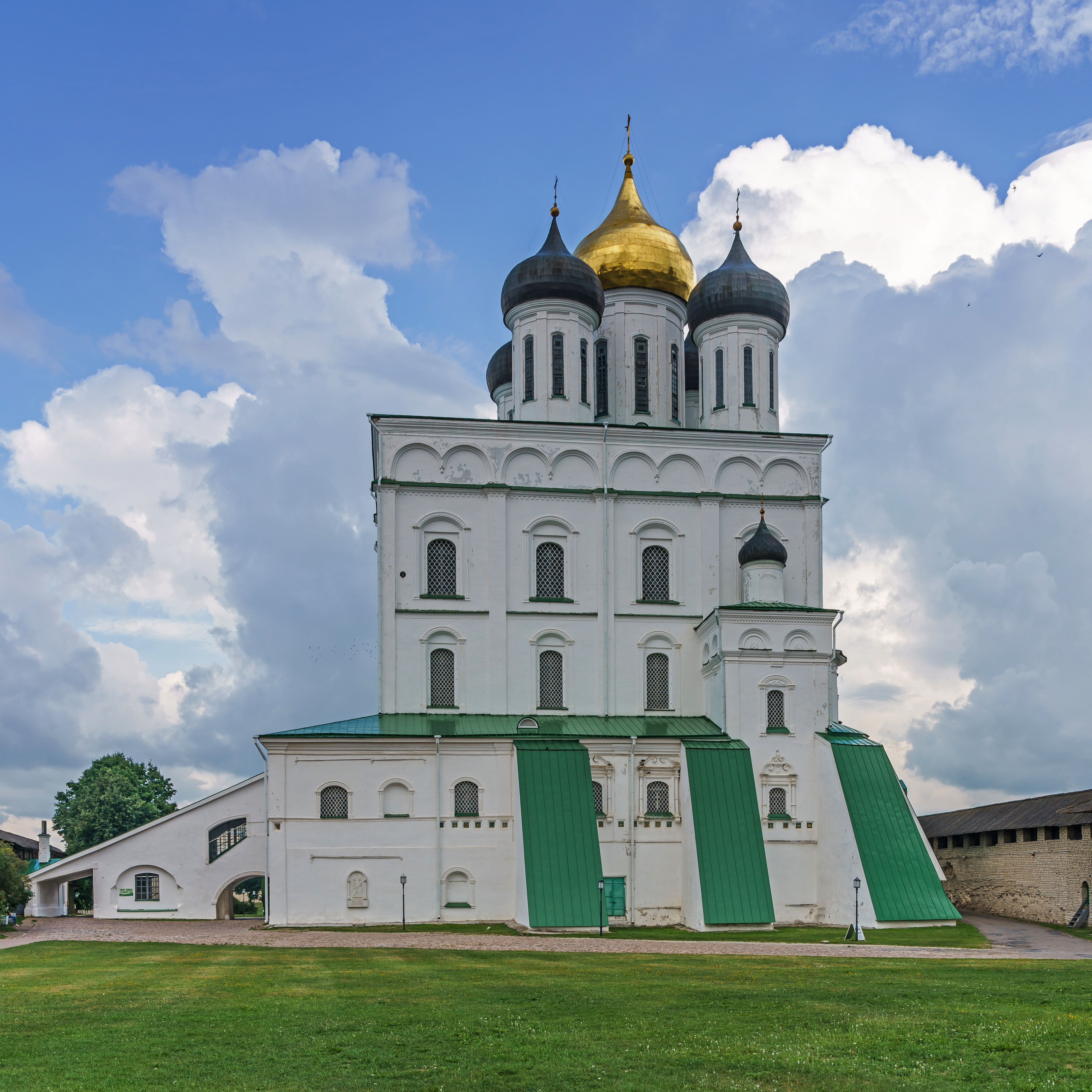
Вид с вечевой площади
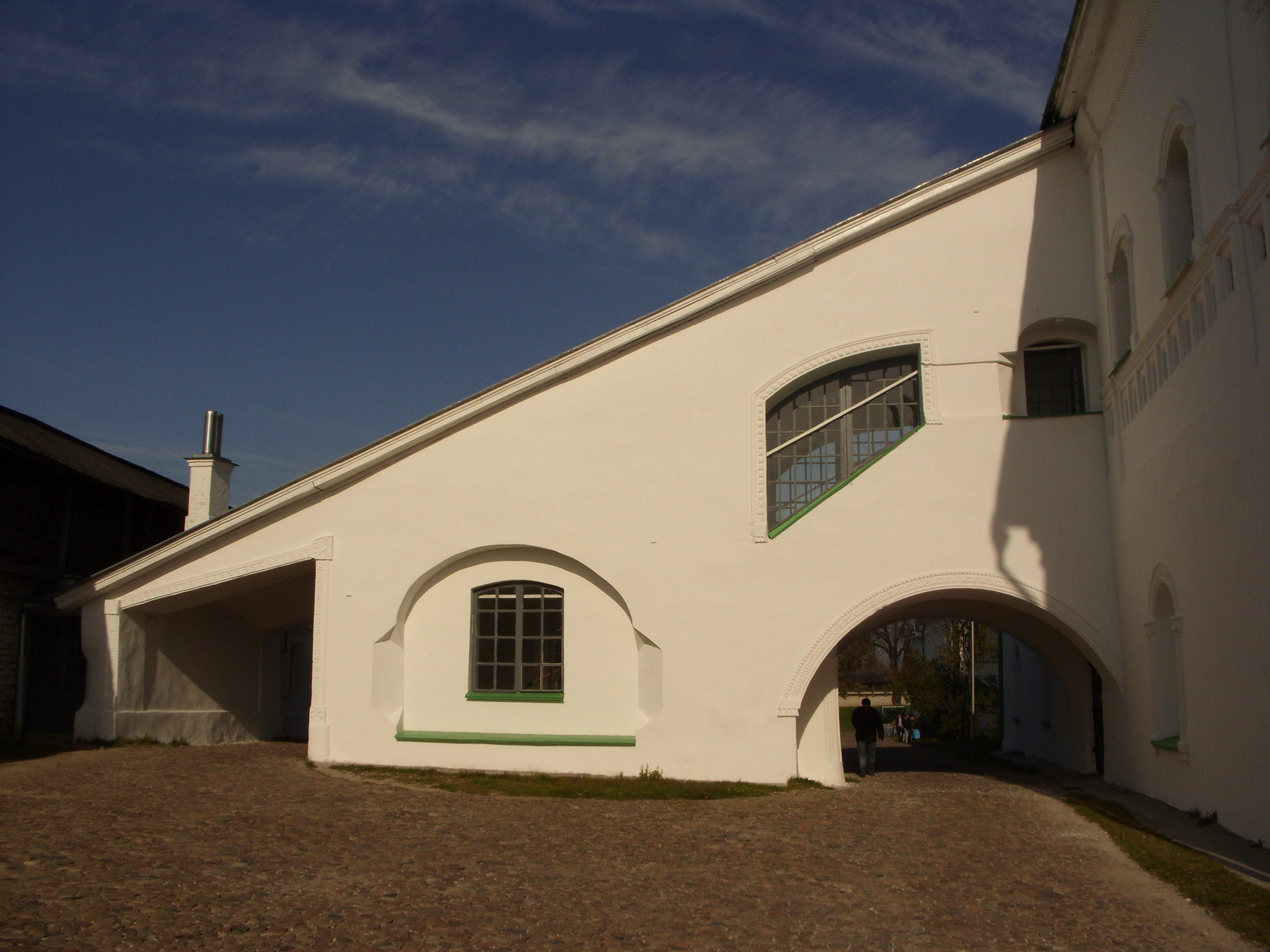
Крыльцо
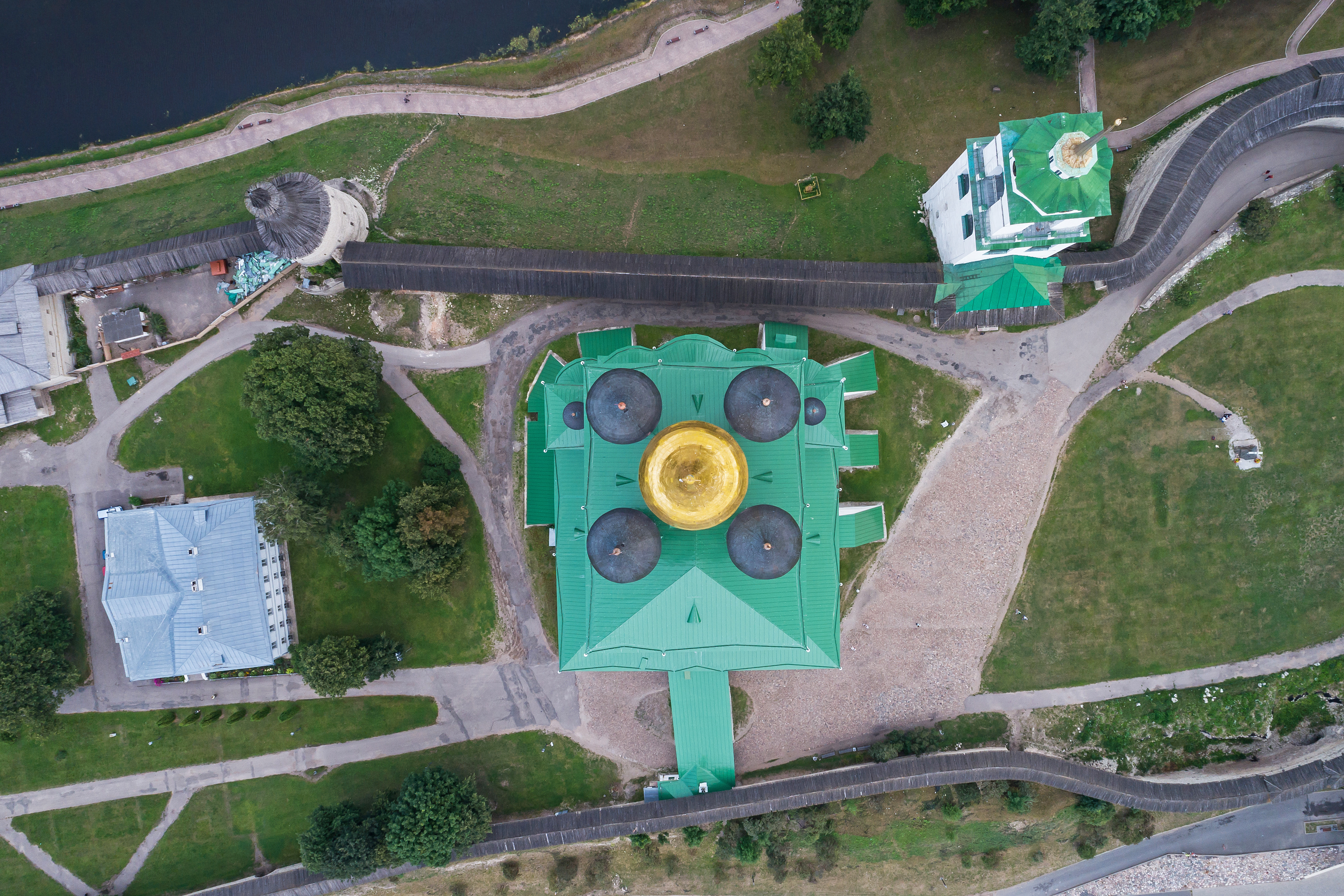
Аэрофотосъёмка, вид сверху
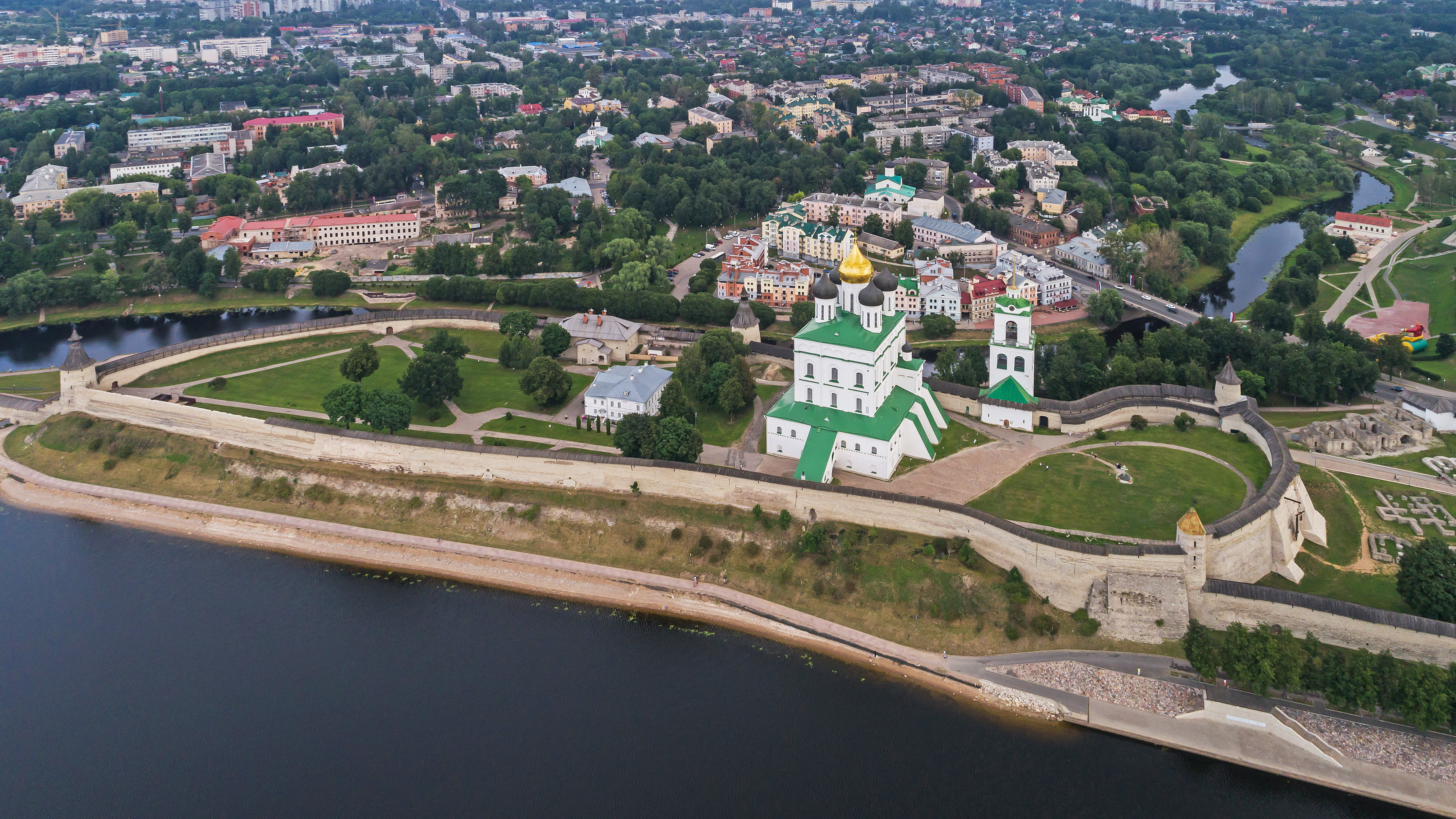
Аэрофотосъёмка, вид со стороны реки Великой
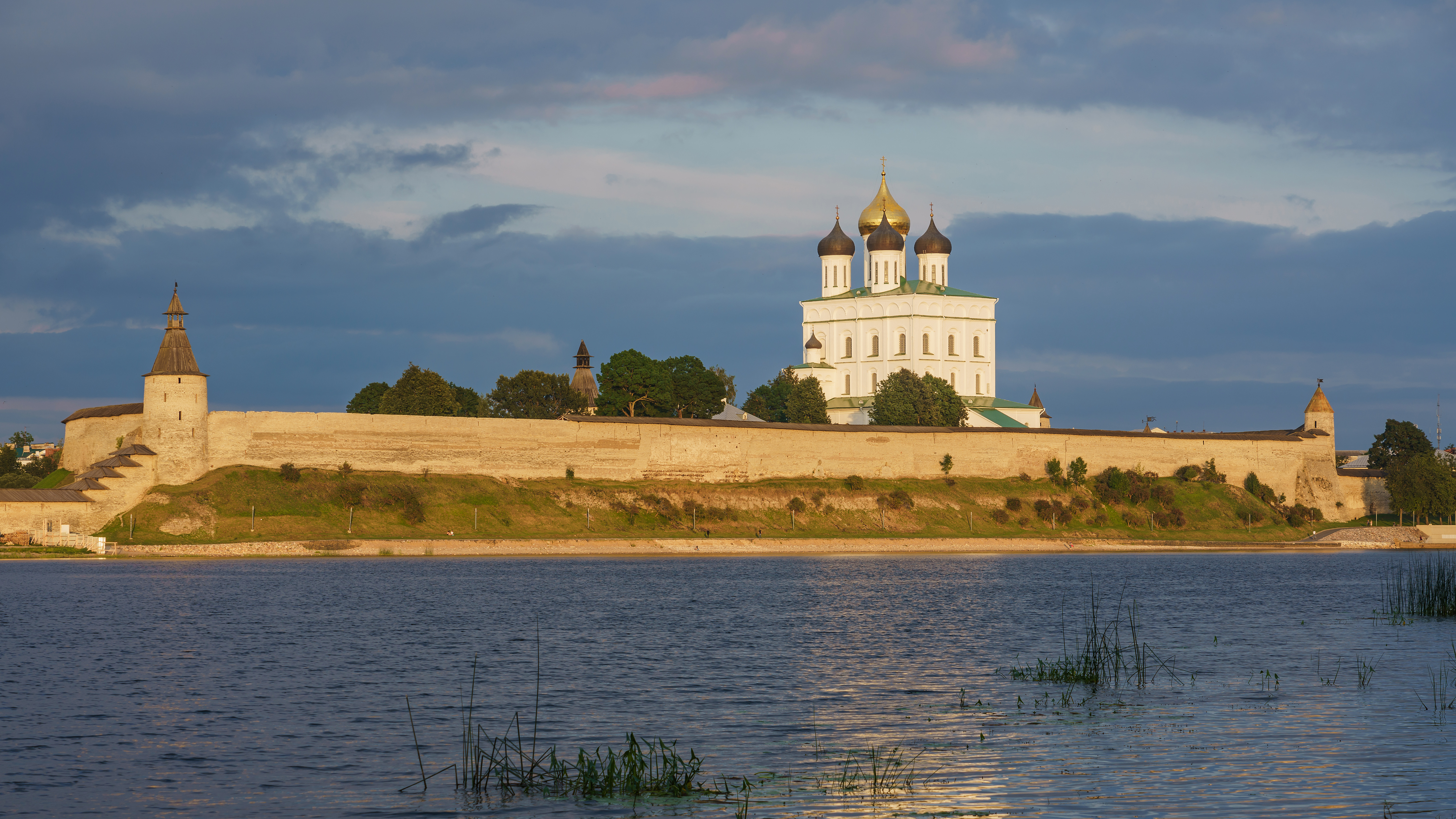
Вид с реки Великой на закате

### Интерьер

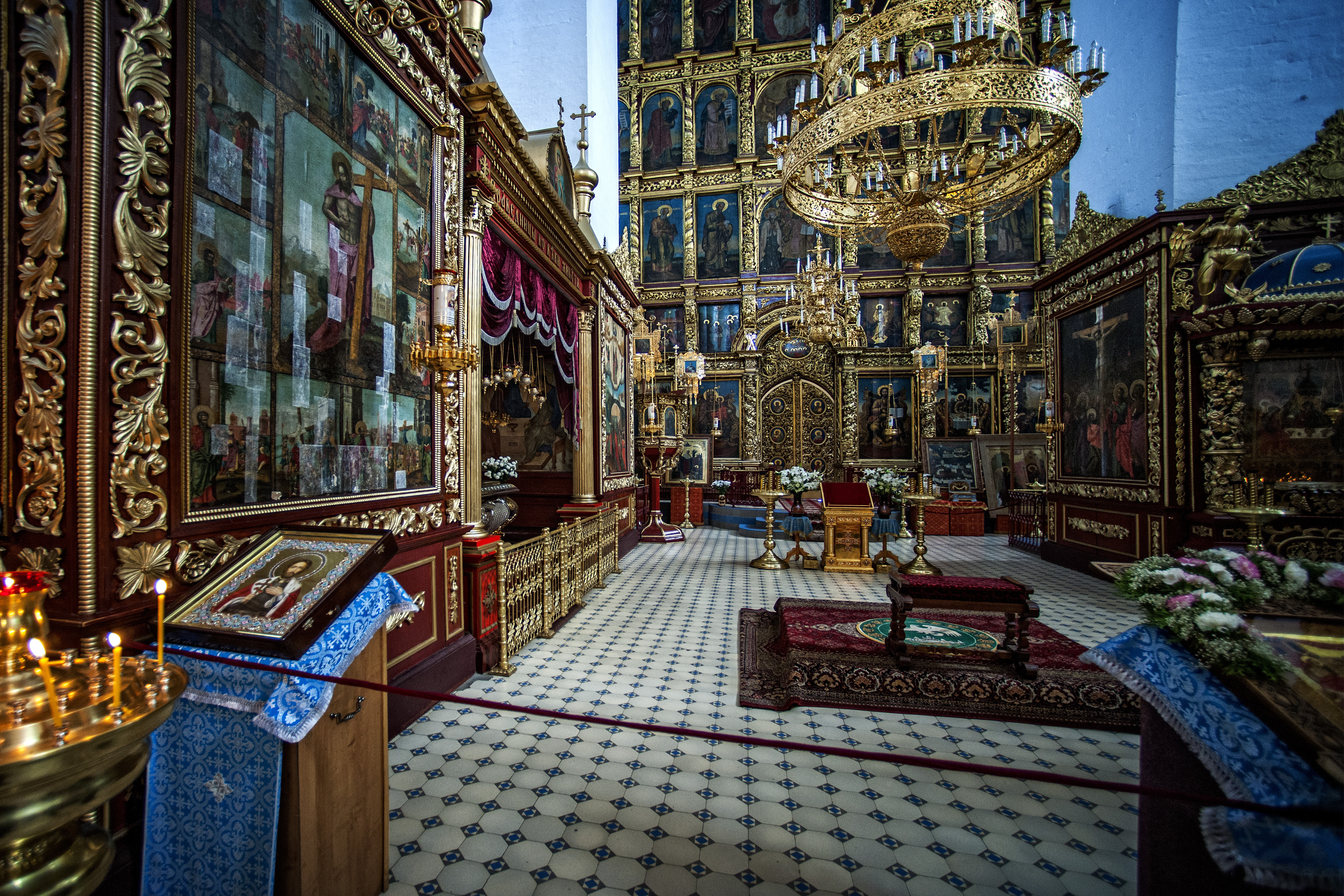
Интерьер Троицкого собора
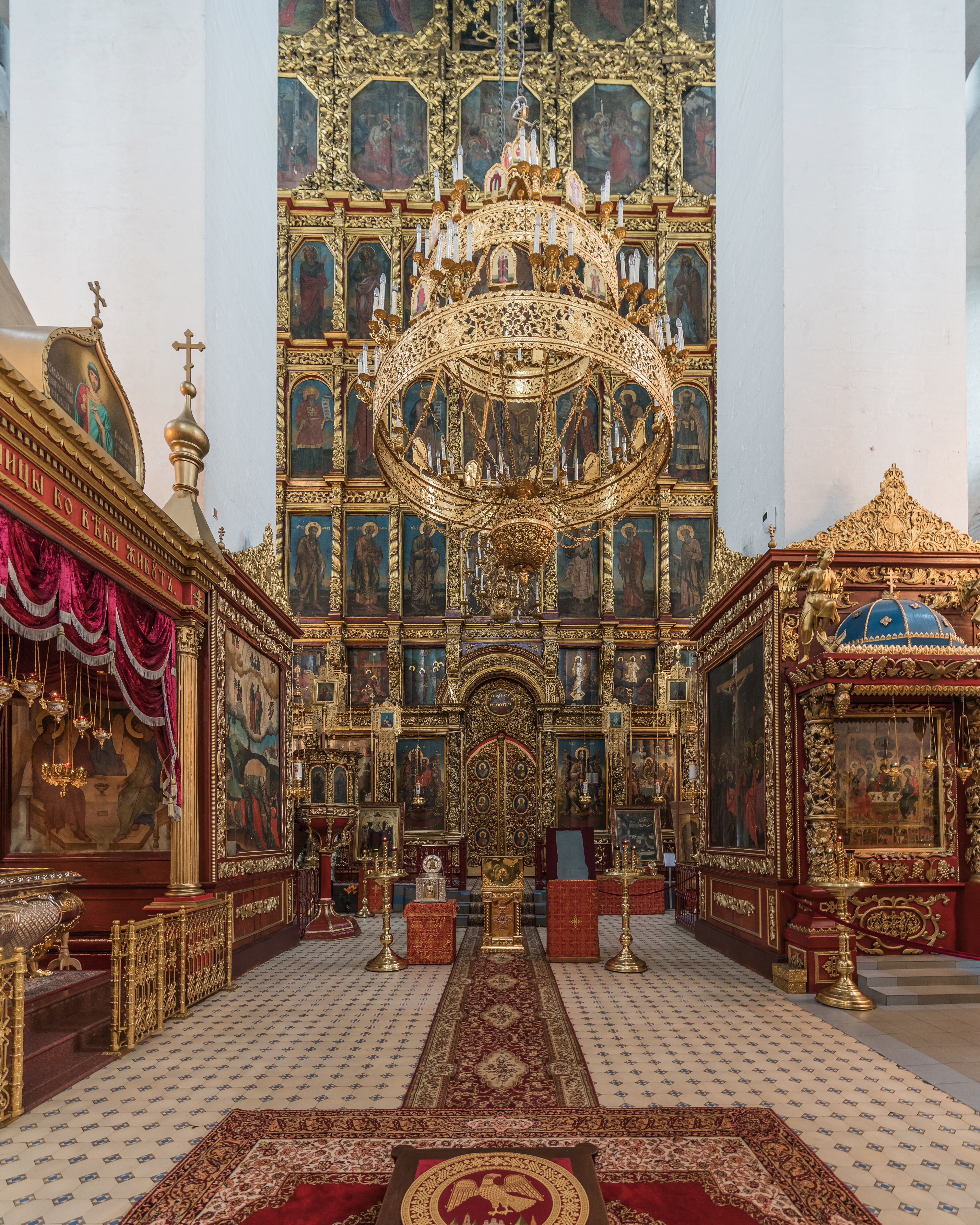
Иконостас
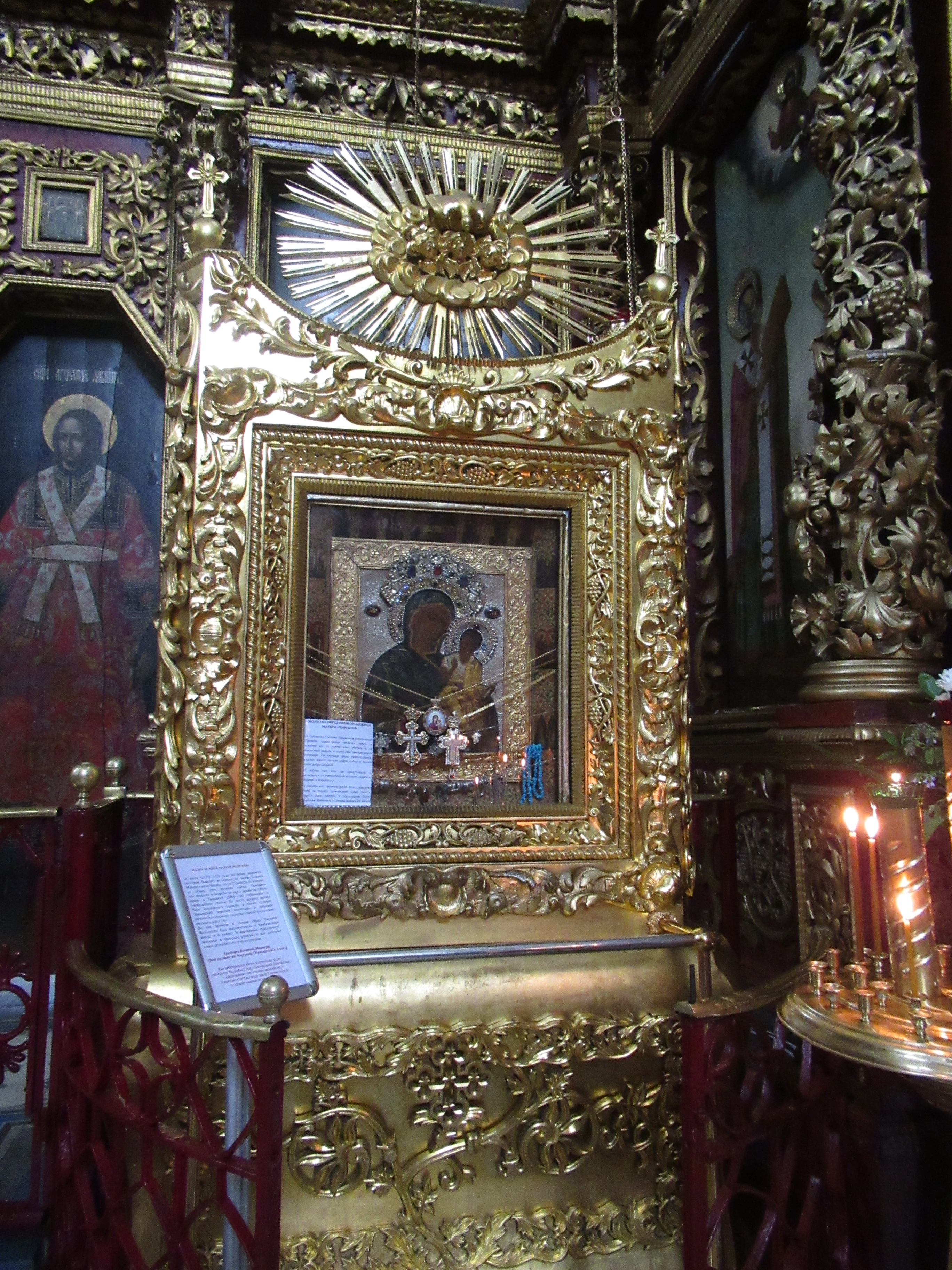
Чирская икона Божией Матери
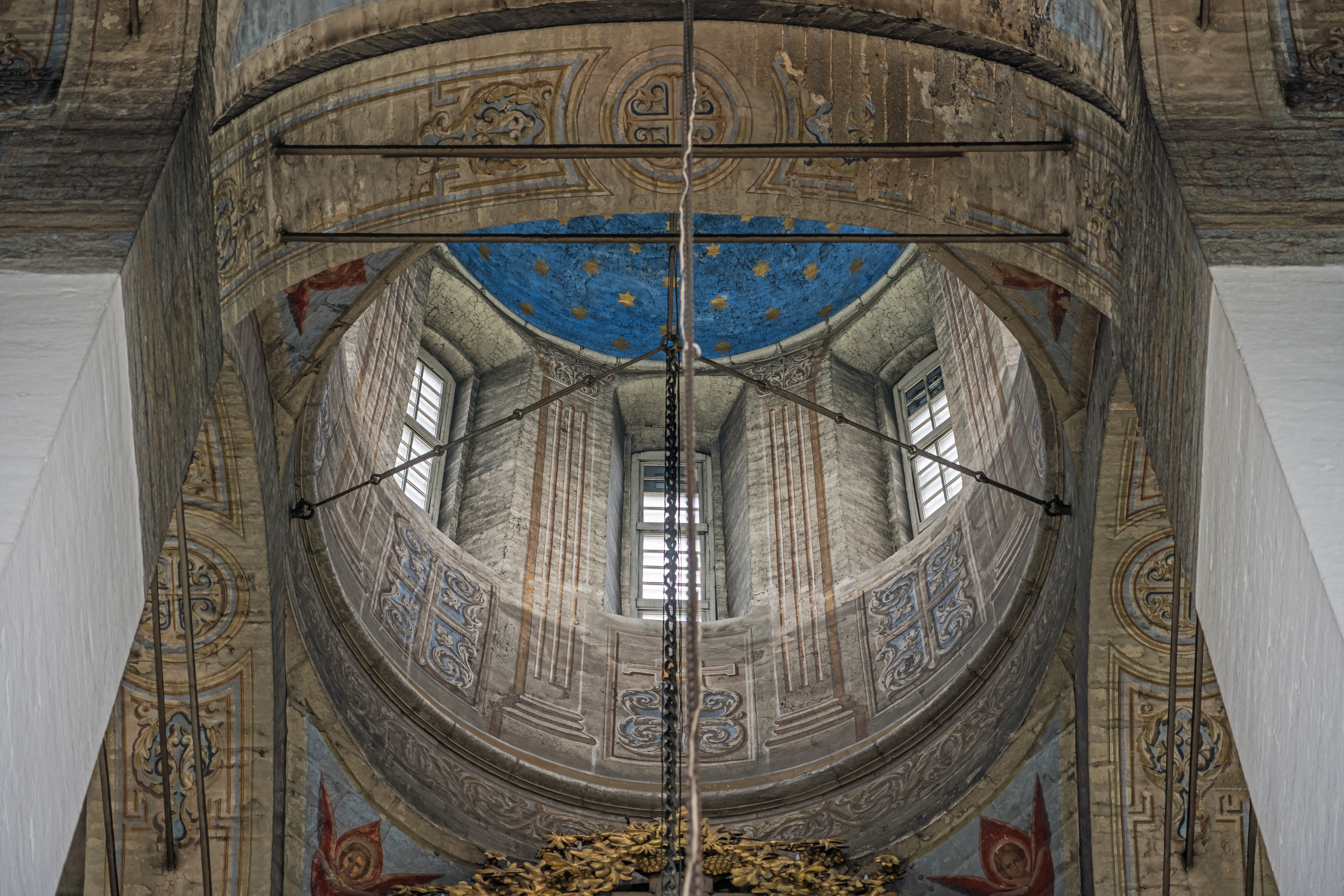
Свод храма